# Zungenbein

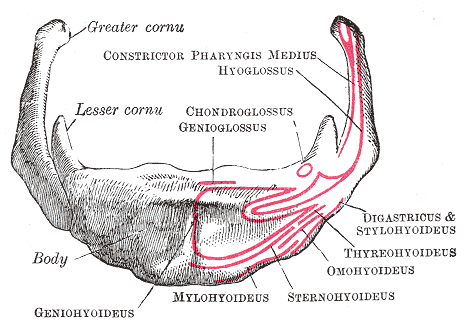
Os hyoideum – Sicht von oben

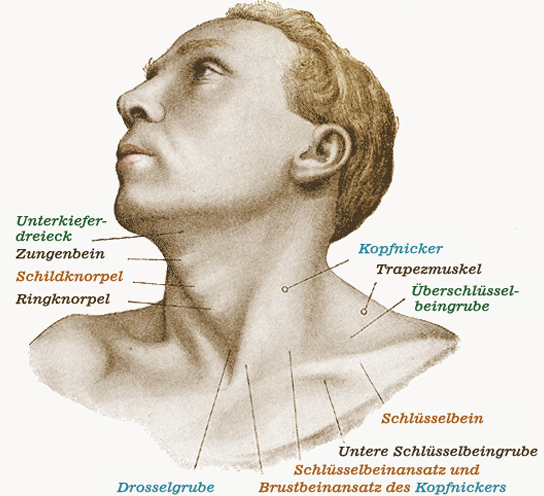
Lage im menschlichen Körper

Das Zungenbein (lateinisch Os hyoideum oder Os hyoides) ist ein kleiner gebogener Knochen unterhalb des Mundbodens. Es ist nicht mit dem restlichen Skelett verbunden, sondern nur an Muskeln und Bändern aufgehängt. Es fehlt aus diesem Grund bei den meisten Anschauungsmodellen zum menschlichen Skelett. Das Zungenbein hat eine u-förmige Gestalt (griech. huoeides, lat. hyoideus) und ist beim Menschen circa 2 bis 3 cm groß. Embryonal entsteht das Zungenbein aus den Knorpeln des 2. und 3. Kiemenbogens.

## Anatomie
Das Zungenbein besteht bei den Menschen aus einem Mittelstück (Körper) und zwei Paar seitlichen Fortsätzen (Hörnern). Das hintere Paar der seitlichen Fortsätze (Cornu majus) ist größer und mit dem Kehlkopf verbunden, das vordere Cornu minus kleiner und am Griffelfortsatz des Schläfenbeins (Processus styloideus) aufgehängt. Bei Primaten und Menschen ist der obere Teil des Bandes zwischen dem vorderen Horn und dem Schläfenbein verknöchert und bildet so den o. g. Griffelfortsatz.
Bei den Nichtprimaten wird das Zungenbein in sechs Abschnitte unterteilt: Tympano-, Stylo-, Epi-, Cerato-, Basi- und Thyreohyoid. Das unpaare Basihyoid entspricht dem Körper, die großen Hörner stellen die beiden Thyreohyoidea dar, die beiden kleinen Hörner werden von den beiden Ceratohyoidea repräsentiert. Diese fünf Abschnitte stellen das Zungenbein im engeren Sinne dar. Hinzu kommen als Aufhängeapparat die paarigen Epi- und Stylo- und Tympanohyoidea, die den Zungenbeinast der jeweiligen Seite bilden. Die Tympanohyoidea bestehen aus Knorpel oder verknöchertem Knorpel und sind über einen Bandhaft am Schädel befestigt.
Beide Hornpaare sind bei den niederen Wirbeltieren größer und stellen möglicherweise die Reste des bei den Fischen noch voll entwickelten Zungenbein- und ersten Kiemenbogens dar, während der sogenannte Körper, der zuweilen aus mehreren hintereinander gelegenen Teilen besteht, das unpaare Mittelstück des Zungenbeinbogens repräsentiert.
Das Zungenbein lässt sich durch die Haut ertasten. Durch bildgebende Untersuchungsverfahren lässt es sich darstellen. Ein Bruch des Zungenbeins ist ein Anhaltspunkt für Gewalt gegen den Hals (Erdrosseln), der Knochen wird daher bei entsprechendem Verdacht bei einer Obduktion untersucht.

## Funktion
Das Zungenbein ist durch Bänder und Muskeln im Schädelbasisbereich fixiert. Dadurch erhält es bildlich gesprochen eine Schaukelfunktion. An der Unterseite der Schaukel sind Kehlkopf und Luftröhre aufgehängt mit Bewegungsoptimierung. Das wirkt sich günstig auf die Funktionen Kieferöffnung, Sprechen, Schlucken, Atmung und Husten aus.

## Muskeln
Das Zungenbein ist Ansatzpunkt vieler Muskeln, die nach der Lage ihres Ursprungs zum Knochen in zwei Gruppen unterteilt werden:
Suprahyale Muskulatur: Sie zieht das Zungenbein nach oben und ist am Schluckakt beteiligt.
- Musculus geniohyoideus, Ursprung: Kinn (Unterkiefer), Innervation: Ansa cervicalis und Nervus hypoglossus (XII)
- Musculus digastricus mit Venter anterior, Ansatz: Unterkiefer, Innervation: Nervus mylohyoideus (V3) und Venter posterior, Ursprung: Processus mastoideus, Innervation: Ramus digastricus (Nervus facialis)
- Musculus mylohyoideus, Ursprung: Unterkiefer, Innervation: Nervus mylohyoideus
- Musculus stylohyoideus, Ursprung: Processus styloideus des Schläfenbeins, Innervation: Ramus stylohyoideus (VII)

Infrahyale Muskulatur: Sie zieht das Zungenbein nach unten. Alle Muskeln der Gruppe werden von der Ansa cervicalis innerviert.
- Musculus omohyoideus, Ursprung: Schulterblatt
- Musculus sternohyoideus, Ursprung: Hinterseite des Manubrium sterni (oberster Teilknochen des Brustbeins).
- Musculus sternothyroideus, Ursprung: wie letzterer. Er setzt als einziger Muskel der Gruppe nicht am Zungenbein, sondern am Schildknorpel an.
- Musculus thyrohyoideus, Ursprung: Schildknorpel. Er dient als Fortsetzung des M. sternothyroideus.